# Jonathan Camargo
Jonathan Camargo (* 21. Juli 1988) ist ein ehemaliger venezolanischer Radrennfahrer.
Camargo gewann während seiner Laufbahn insgesamt sieben Etappen der Vuelta al Táchira, die er 2010 als Vierter und 2014 als Dritter abschloss. Bei der Vuelta a Venezuela wurde er 2013 Dritter und 2014 Vierter. Ein weiterer internationaler Erfolg gelang ihm 2014 als Etappensieger der Tour de Guadeloupe.

## Erfolge
2008
- eine Etappe Vuelta al Táchira

2010
- eine Etappe Vuelta al Táchira

2011
- eine Etappe Vuelta al Táchira

2014
- vier Etappen Vuelta al Táchira
- eine Etappe Tour de Guadeloupe

## Teams
- 2012 Prodem-Lotería del Táchira